# Mindless Self Indulgence
Mindless Self Indulgence je americká hudební skupina z New Yorku. Jejím frontmanem je zpěvák Jimmy Urine, který je také autorem většiny písní kapely. Vznikla v roce 1997 a první album Tight následovalo o dva roky později. Od roku 2001, kdy se sestava skupiny ustálila, ve skupině hráli Urine (zpěv, programování), Steve, Righ? (kytara), Kitty (bicí) a Lyn-Z (baskytara). V roce 2015 vyšlo album Pink složené z nevydaných písní, které Urine nahrál v letech 1990 až 1997.